# Sowjetischer Ehrenfriedhof (Baruth/Mark)

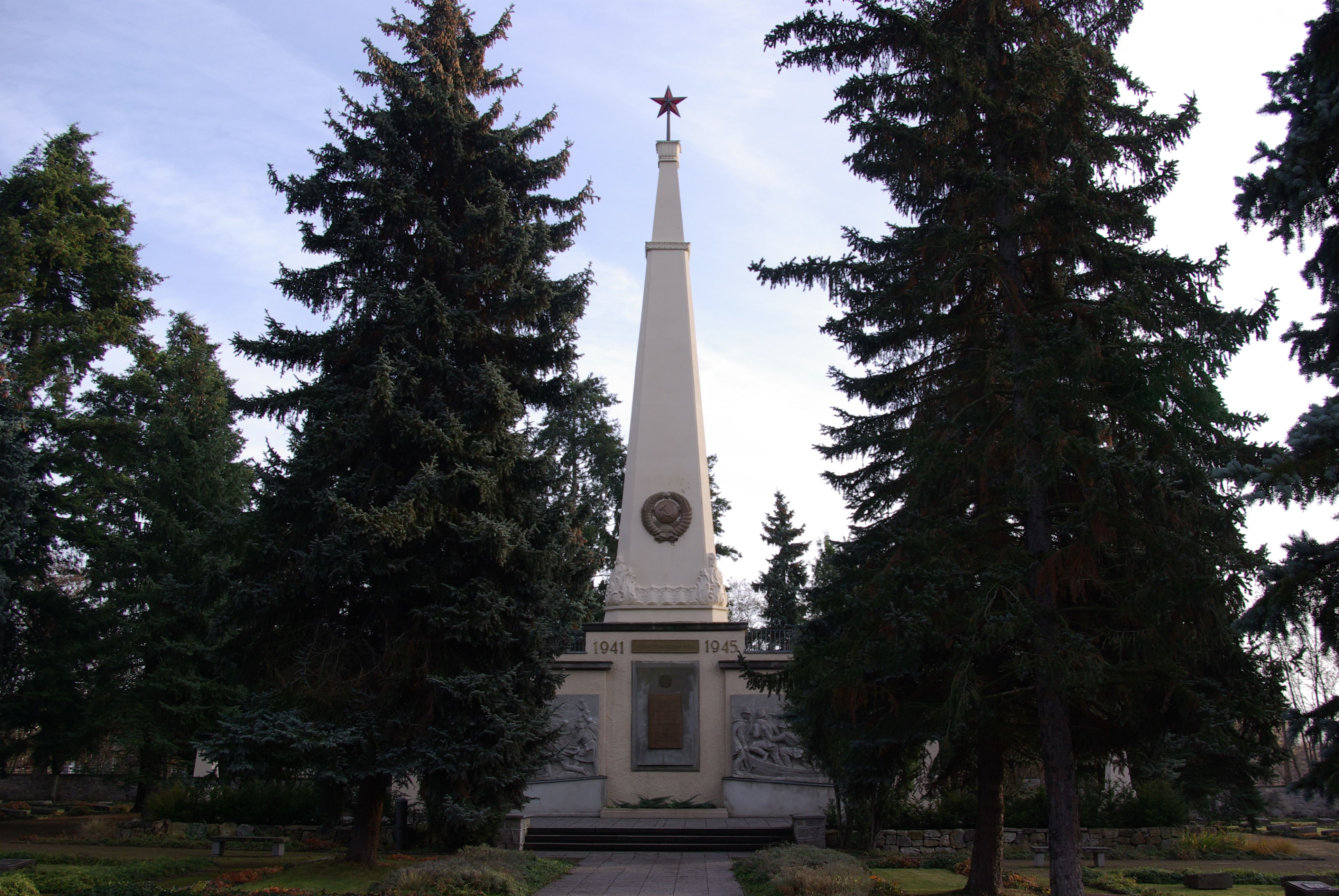
Sowjetischer Ehrenfriedhof in Baruth/Mark

Der Sowjetische Ehrenfriedhof ist eine Gedenkstätte an der B 96 in Baruth/Mark im Landkreis Teltow-Fläming in Brandenburg (Deutschland). Sie erinnert an die unter Marschall Konew beim Kampf um den Kessel von Halbe gefallenen Soldaten der 3. und 4. Panzerarmee der 1. Ukrainischen Front der Roten Armee und gilt als eine der größten und bedeutendsten sowjetischen Kriegsgräberstätten in Brandenburg.

## Aufbau

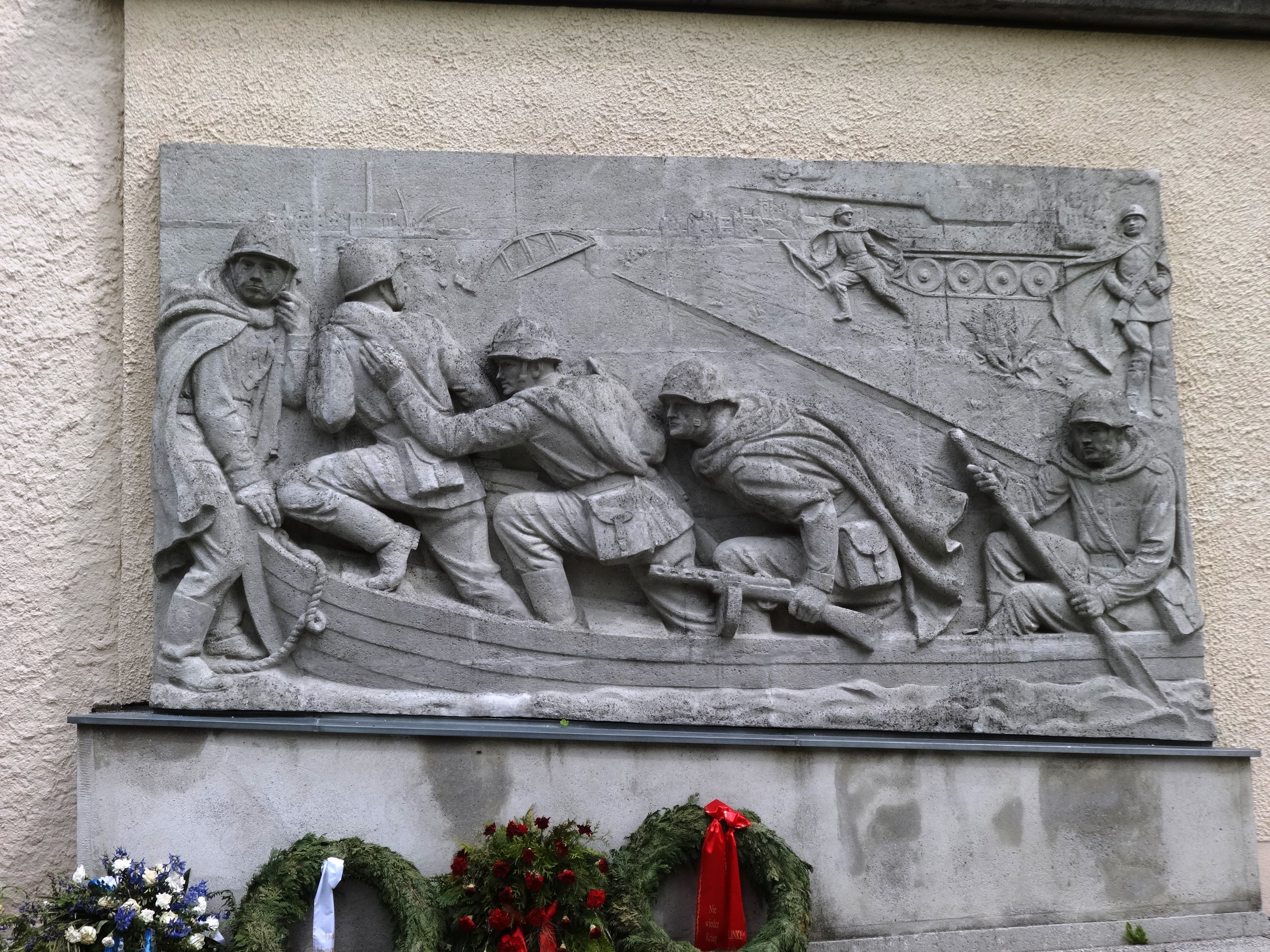
Relief (rechts) an Ehrenhalle

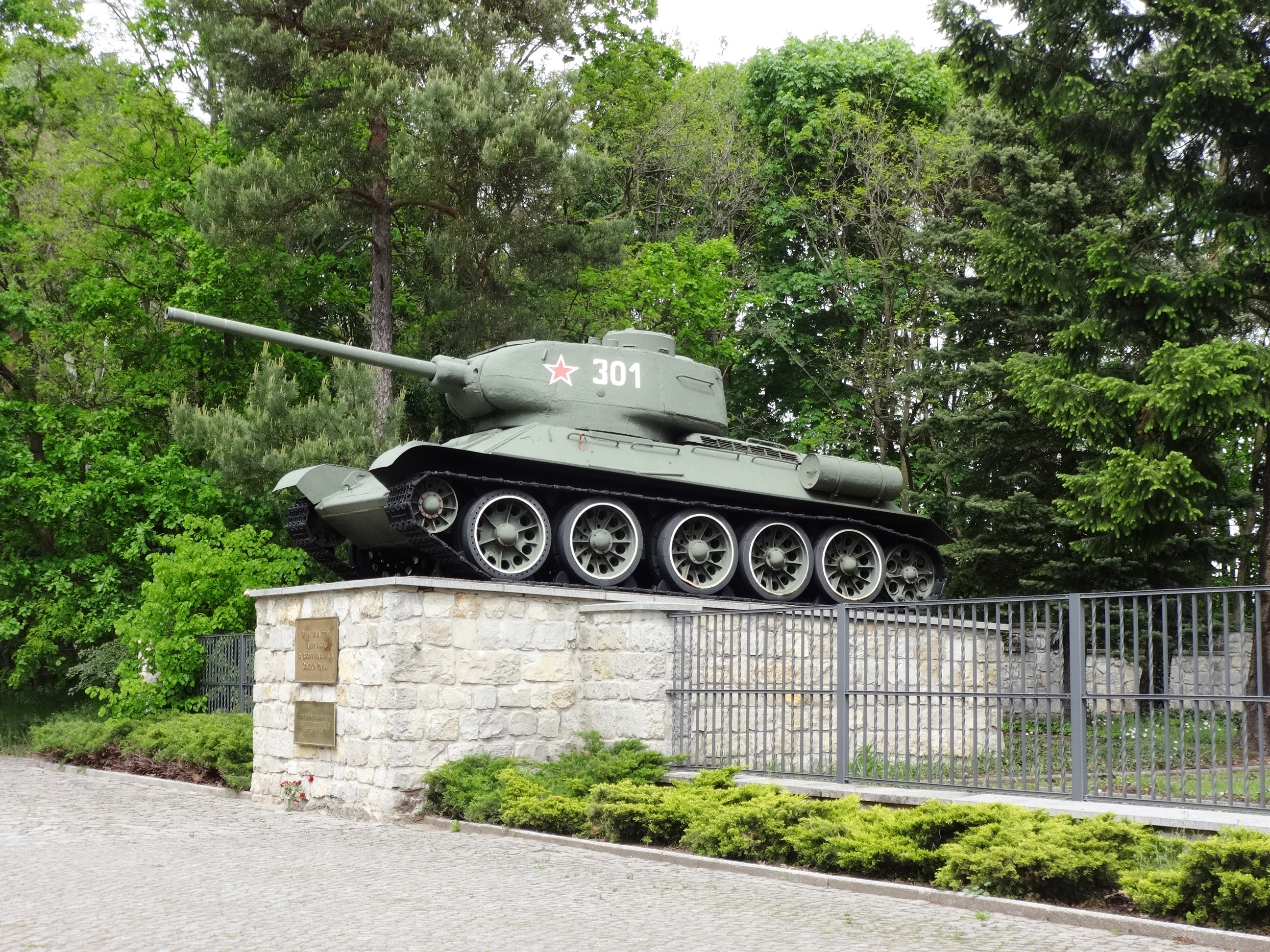
T-34-Panzer

Der 72 Meter breite und 89 Meter lange Friedhof liegt auf einer kleinen Anhöhe, die von der B 96 über drei Stufen erreicht werden kann. Links und rechts des Eingangs führt eine Rampe zum Haupteingang. Je zwei Poller pro Seite verhindern, dass Fahrzeuge direkt vor dem Eingang abgestellt werden. Auf zwei mächtigen Natursteinsockeln stehen an den Seiten des Eingangs je ein T-34-Panzer. Unterhalb der Panzer befinden sich zwei Platten, auf denen in russischer und deutscher Sprache steht: „Ewiger Ruhm den Helden die fielen für die Freiheit und Unabhängigkeit der sowjetischen Heimat“ bzw. „Die fortschrittliche Menschheit wird immer das Andenken der Kämpfer des sowjetischen Volkes ehren, die mit ihrem Leben die Welt vor dem Faschismus retteten.“ Durch einen Metallzaun betritt der Besucher die Anlage, in deren Mittelachse eine Ehrenhalle mit einem 20 Meter hohen Obelisken steht, der von einem Roten Stern gekrönt wird. An der Stirnseite der Ehrenhalle sind links und rechts je ein Relief angebracht, die Szenen aus dem Zweiten Weltkrieg zeigen. Das linke Relief zeigt einen Häuserkampf, das rechte den Kampf beim Übertritt der Roten Armee über den Teltowkanal.

## Geschichte und Sanierung
Der Ehrenfriedhof geht auf einen Entwurf des Ingenieur-Leutnants Viktorow zurück, der in den Jahren 1946 und 1947 die Anlage errichten ließ. Auf ihr sind 1208 sowjetische Soldaten begraben, die bei der Kesselschlacht von Halbe fielen. 1991 kamen 91 Soldaten hinzu, die zuvor auf einem Provisorium in Ragow beerdigt waren.
Die Bundesrepublik Deutschland verpflichtete sich im Zuge der Deutschen Wiedervereinigung, die künftige Pflege der sowjetischen Kriegerdenkmale zu übernehmen. Im Jahr 1992 schloss sie mit der Russischen Föderation das Abkommen vom 16. Dezember 1992 zwischen der Regierung der Bundesrepublik Deutschland und der Regierung der Russischen Föderation über Kriegsgräberfürsorge. Dieses Abkommen war auch in Baruth/Mark die Grundlage für die Sanierung des Bauwerks, das im Laufe der Jahrzehnte stark sanierungsbedürftig geworden war. Die Instandsetzung umfasste die Grabfelder, Wegeflächen, Mauern, Treppen, Bänke und Metallbauteile wie Zaun, Tor und Geländer. Die Restauratoren legten besonderen Wert darauf, die Gesichter der Soldaten auf den Reliefs behutsam wiederherzustellen. Das Ministerium des Innern des Landes Brandenburg bewilligte am 4. Februar 2004 der Stadt Baruth/Mark eine Zuwendung in Höhe von 808.000 Euro für die Sanierung der Grab- und Außenanlagen, die vom 1. März 2004 bis zum 5. Oktober 2006 erfolgte.
Die Panzer waren ebenfalls in einem schlechten Zustand und wiesen großflächige Roststellen und Farbablösungen auf. Die Bundeswehr sandstrahlte sie in ihrem Systeminstandsetzungswerk in Doberlug-Kirchhain und brachte eine originalgetreue Beschichtung der Farbe auf.
Der Putz sowie die Farbe an der Ehrenhalle sowie dem Obelisken waren großflächig abgebrochen. Hierfür stellte die Russische Föderation im Juli 2005 eine Zuwendung in Höhe von 72.800 Euro zur Verfügung, die von der Mittelbrandenburgischen Sparkasse in Potsdam durch weitere 5000 Euro ergänzt wurden. Damit wurden die Außenhülle der Halle sowie der Obelisk in den Jahren 2005 und 2006 saniert. Der Putz wurde dabei von Fachleuten vollständig abgeschlagen und erneuert. Anschließend brachten sie eine neue Farbbeschichtung der Oberfläche auf. Der Stuck am Obelisken wurde von Fachleuten ebenfalls neu profiliert. Der Innenbereich sowie die Reliefs und die Metallschmuckelemente konnten mit weiteren Mitteln des Landes saniert werden. Hierzu erhielt die Stadt am 13. Juli 2006 vom Land weitere 96.700 Euro, mit denen die Gitter und Zäune sandgestrahlt und anschließend feuerverzinkt wurden. Ebenso setzten Experten den Roten Stern, die Schrifttafeln sowie die Jahreszahlen instand. Mehrere Grabplatten, die von Metalldieben in unregelmäßigen Abständen entwendet wurden, ersetzen sie dabei durch einen für die Diebe unbrauchbaren Kunststoff.
Landschaftsgärtner schnitten den Wacholder zurück, der mittlerweile die Grabsteine fast vollständig überwuchert hatte. Sie arbeiteten abgesackte Grabsteine neu auf und ergänzten dabei fehlende Sterne und Ehrenkränze. Außerdem installierten sie eine automatische Bewässerungsanlage. Sie erneuerten beschädigte Betonplatten und verlegten den Hauptweg neu. Die Sockel der Panzer und die Treppenwangen aus Elbsandstein beziehungsweise Rüdersdorfer Kalkstein wurden erneuert und fehlerhafte Teile ersetzt. Diese Arbeiten dauerten vom 26. Oktober 2006 bis in das Jahr 2007.